# Críspul i Restitut de Peñaflor
Críspul i Restitut, coneguts com els Santos Mártires de Peñaflor (Peñaflor, Sevilla, s. IX) són dos personatges llegendaris, que la tradició considera màrtirs cristians. Són venerats com a sants per l'Església catòlica i patrons de Peñaflor.

## Llegenda
Críspul i Restitut eren un prevere i diaca, respectivament, oncle i nebot, nascuts a l'antiga Celti, avui Peñaflor, prop deSevilla. Picapedrers d'ofici, treballaven a una pedrera del poble.
Durant la dominació musulmana, foren comminats a abjurar del cristianisme, i davant la seva negativa, foren morts a mitjan segle ix. La llegenda diu que el primer a morir fou Críspul; el seu cap, ja tallat i a terra, parlà a Restitut per encoratjar-lo a afrontar el martiri.
Al lloc on foren decapitats, sobre una roca, nasqué una flor blanca; tot i que els àrabs la tallaven cada dia, cada dia tornava a créixer-hi, fet pel qual el poble hauria pres el nom de Peñaflor.

## Historicitat
És possible que al rerefons de la llegenda hi hagi dues persones reals. Durant la persecució de mitjan segle ix, durant el regnat de Muhàmmad I, i animats per les morts dels Màrtirs de Còrdova, alguns cristians volgueren ser «màrtirs voluntaris» i s'adreçaren a Còrdova per patir-hi martiri. Podria haver-hi hagut dos joves de Peñaflor que anessin a Còrdova amb aquesta intenció i que haguessin donat lloc a la llegenda.
En tot cas, es barreja aquest fet amb l'existència d'un màrtir anomenat Críspul als martirologis antics, nascut a algun poble de la Bètica, i màrtir a l'època romana, amb festivitat el 10 de juny. La figura de Restitut només apareix associada al nom de dos màrtirs romans de l'època de Dioclecià, Críspul i Restitut de Roma, amb festivitat l'11 de juny. Les dades provinents d'aquests dos sants reals, aplicades al bètic, del que no se sap res més, i a la persecució del segle ix ha donat lloc a la tradició de Peñaflor.

## Veneració
La cova on, suposadament, foren martiritzats és, en realitat un mausoleu romà del segle ii. Sobre seu, al segle xviii, s'aixecà l'ermita dedicada als màrtirs. El 1624, la diòcesi de Sevilla, juntament amb la canonització de Ferran III de Castella, va iniciar les gestions per a incloure Críspul i Restitut al santoral. El 1648, l'ajuntament de Peñaflor els proclamà patrons de la vila, en atribuir-los la fi d'una epidèmia de pesta.